# Sebastian Altmann

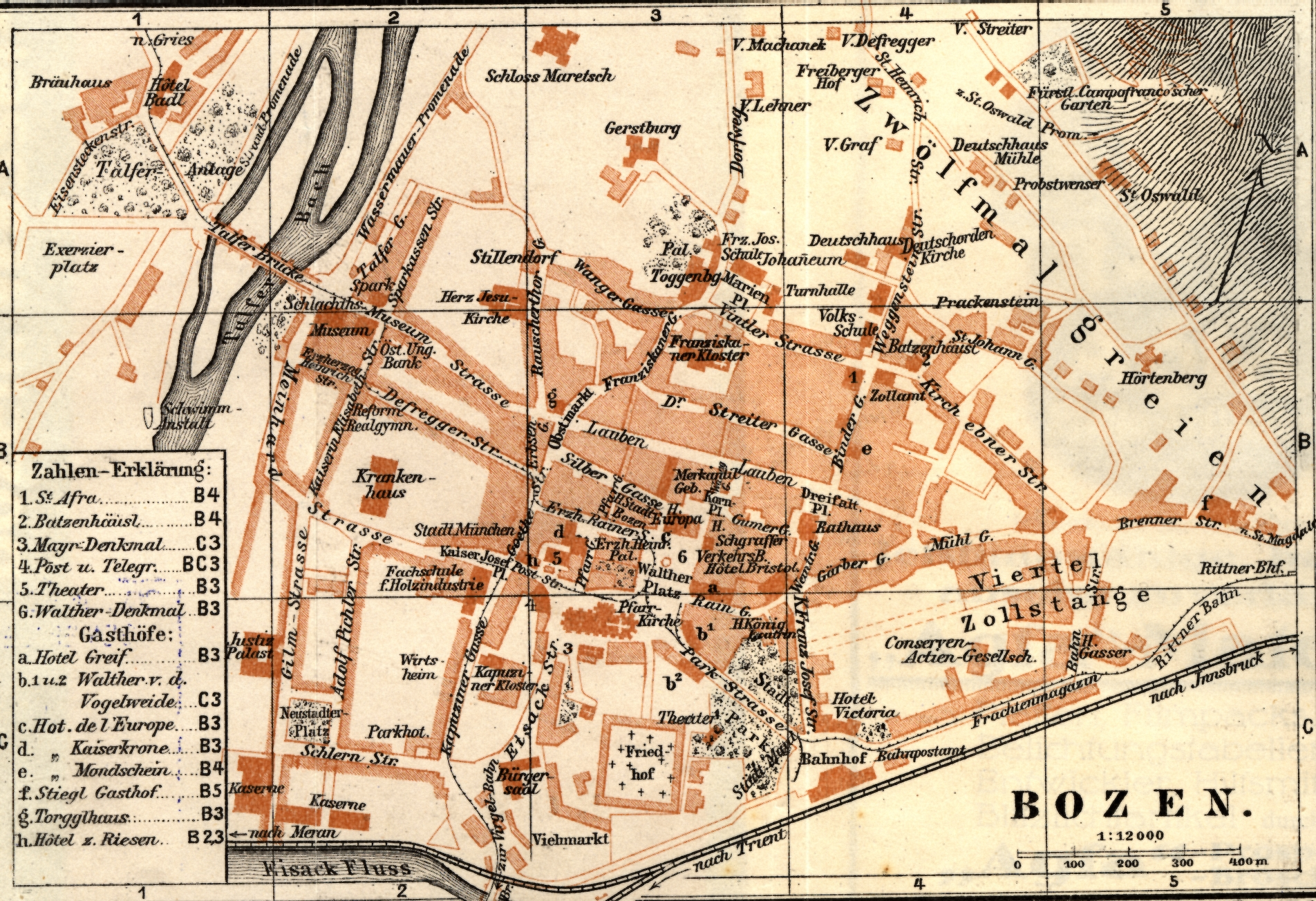
Stadtplan von Bozen aus Geuters Reiseführer von 1914: im linken unteren Bildfeld Altmanns Neustadt

Sebastian Altmann (* 19. Jänner 1827 in Reichenhall, heute Bad Reichenhall; † 27. Juli 1894 in Bozen) war ein deutscher Baumeister des Historismus. Er war von 1857 bis 1894 Stadtbaumeister in Bozen.
Sebastian Altmann heiratete 1857 Maria Zini aus Salurn. Mit ihr hatte er zwei Töchter, Maria (* 1858) und Albertina (* 1859). Maria heiratete 1882 Erich von Kager; Albertina 1877 Johann Bittner, der als Baumeister Altmanns Nachfolger wurde.
Altmanns Tätigkeit in Bozen wurde – abgesehen von zahlreichen Einzelbauten – stadtbildprägend vor allem durch den Entwurf der sog. „Neustadt“, der ersten modernen, ab 1870 regelmäßig angelegten Stadterweiterung im Zwickel der beiden Stadtflüsse Eisack und Talfer. Neben Wohnbauten (u. a. von Mayrhauser) wurden hier ab den späten 19. Jahrhundert auch Funktionsbauten wie die Landesschützenkaserne (heute Polizeidirektion) und der Justizpalast (heute Carabinieristützpunkt) errichtet.
In Bozen erinnert die Sebastian-Altmann-Straße an den ehemaligen Stadtbaumeister.

## Bauwerke

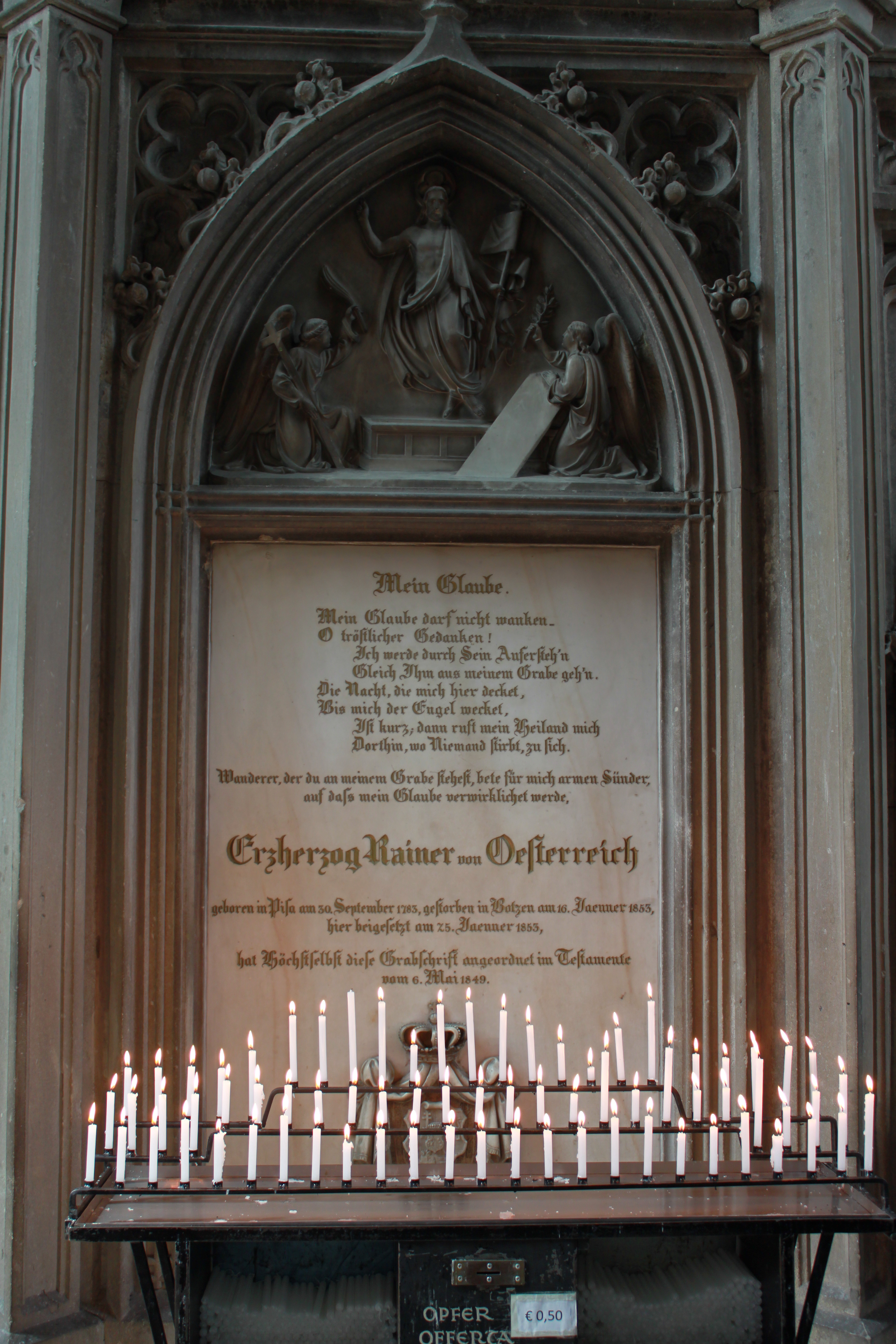
Grabstätte von Erzherzog Rainer, gefertigt von Altmann im Jahr 1854

Hier eine Auflistung von Bauwerken aus seiner Hand (soweit nicht anders angegeben, in Bozen):
- 1854 Grabstätte für Erzherzog Rainer in der Bozner Pfarrkirche
- 1855 Ansitz Prackenstein (heute Welponer) in der Cavourstraße, zusammen mit Architekt G. Leimbach
- 1857–1858 Projekt für die Gestaltung von Bahnhofstraße, Rittnerbahn- und Laurinstraße sowie des Bahnhofparks
- 1858 Leichenkapelle hinter der Pfarrkirche, im Zweiten Weltkrieg schwer durch Bombardierung beschädigt und dann abgerissen
- 1860, 1865 Bau zweier Häuser in der Zwölfmalgreiner Straße, die 1933 verbunden wurden und heute die Kanzleien der Etschwerke (Alperia) beherbergen
- 1867 Villa Auerheim der Familie von Malfér in Auer
- 1870 Erzherzögliches Palais im Auftrag von Erzherzog Heinrich von Österreich; heutiges Palais Campofranco in der Mustergasse
- 1873 beteiligt am Bau des Hotels Austria (heute steht an dessen Stelle das Realgymnasium)
- 1875 Villa Marienheim und Villa Isidora im Gscheibten-Turm-Weg
- 1879 Kanzel in der Pfarrkirche von Leifers
- 1879 kleines Kirchlein in Bauernkohlern neben dem Gasthof
- 1879 Villa Defregger in der Weggensteinstraße
- 1879 Villa Widmann in der Diazstraße, später nach einem weiteren Besitzer Villa Briegl genannt; 1966 abgerissen
- 1881 Wiederaufbau der brandzerstörten Pfarrkirche von Untermais, dabei Neubau des Turmes
- 1882 erster Bau des Franziskanergymnasiums in der Vintlerstraße; später durch Baumeister Johann Bittner vergrößert.
- 1882 Villa Mignon in Gries, Montellostraße 7. Aussehen der Villa Defregger sehr ähnlich. 1946 brannte das Dach ab, darauf durch Baumeister Lorenzi um einen Stock erhöht.
- 1882 Pension Trafojer in der Diazstraße. 1970 abgerissen und an gleicher Stelle ein Kondominium gebaut.
- 1884 Abbau des schiefen Turms von Terlan unter Altmanns Bauleitung, wobei die Steine einzeln nummeriert wurden. Baumeister Gruber aus Bozen stellte den Turm 1891 bis 1893 auf tieferen und festeren Grundmauern wieder auf.
- 1884 Projekt für den neuen Kirchturm von Andrian
- 1884 Palais Widmann in der Lauringasse. Wurde später nach Osten vergrößert und ist heute der Sitz der Südtiroler Landesregierung.
- 1884 Villa Machanek in der Runkelsteiner Straße; wurde später Besitz von Baron Eyrl.
- 1887 Villa für Weinhändler Mumelter neben Hotel Stiegl. Nach Bombardierung im Zweiten Weltkrieg neu aufgebaut.
- 1889 Gymnasiumsgebäude des Kollegiums in Sarnen (Schweiz)
- 1890 Haus Nr. 1 in der Mustergasse
- 1891 Villa Rottensteiner in der Bahnhofstraße. Durch Bombardierung im Zweiten Weltkrieg völlig zerstört.
- 1891 Bau eines Zinshauses in der Rosministraße; wird Bonvicinihaus genannt.
- 1891 Vollkommene Erneuerung der Front des Palais Toggenburg im neoklassizistischen Stil
- 1895 Neues Pfarrhaus links neben der Stiftskirche von Gries (sog. Altmannhaus); erbaut an Stelle des Kofelhofes und bis 1926 Sitz der Grieser Gemeindeverwaltung.